# Metacapnodium dennisii
Metacapnodium dennisii är en svampart som beskrevs av S. Hughes 1977. Metacapnodium dennisii ingår i släktet Metacapnodium och familjen Metacapnodiaceae.   Inga underarter finns listade i Catalogue of Life.